# Advanced Audio Coding
AAC (англ. Advanced Audio Coding) — стандарт схеми стиснення із втратами для аудіоданих. AAC розроблена як альтернатива форматам mp3 його розробником, Fraunhofer IIS. На 2007 рік поширений менше, ніж mp3 і ogg vorbis. З'явився 1997 року.

## Принцип роботи
AAC використовує два основних принципи кодування для сильного зменшення кількості даних, потрібних для передавання високоякісного цифрового аудіо.
1. Вилучаються неінформативні (такі, що не сприймаються) складові сигналу.
2. Усувається надлишковість у кодованому аудіо сигналі.
3. Потім сигнал опрацьовується за методом MDCT (англ. modified discrete cosine transform — модифіковане дискретне косинусне перетворення, метод близький до віконного перетворення Фур'є) відповідно до його складності.
4. Додаються коди корекції внутрішніх помилок.
5. Сигнал зберігається або передається.

## Переваги AAC надMP3
- Підтримка частоти дискретизації від 8 кГц до 96 кГц (MP3: 8 кГц — 48 кГц)
- До 48 звукових каналів
- Більша ефективність кодування при постійному звуковому потоці
- Більша ефективність кодування при змінюваному звуковому потоці
- Гнучкіший Joint stereo

Усе це означає, що слухач одержує поліпшену й стабільнішу якість звуку, ніж при mp3 з таким самим або меншим бітрейтом.

## Профілі
- Low Complexity (MPEG-2/MPEG-4 AAC-LC)
- Main Profile
- High Efficiency AAC (MPEG-4 HE-AAC)
- Scalable Sample Rate (SSR)
- Long Term Prediction (LTP)

### High Efficiency Advanced Audio Coding (ААС+)
ААС+ — профіль, орієнтований на низький бітрейт. Є комбінацією AAC LC, але з частотою дискретизації вдвічі меншою, ніж в оригіналу, що істотно зменшує накладні витрати на бітрейт, потім використовується технологія відновлення спектра (Spectral Band Replication) шляхом його передбачення та використання деякої додаткової інформації для відновлення. Природно, такий підхід не має великої точності і придатний тільки у випадках, коли дуже необхідно зменшити бітрейт
- .aac — AAC-MPEG2;
- .mp4 — один із профілів у контейнері MP4 (специфікація MPEG-4 Part 14 передбачає пакування в контейнер не тільки декількох аудіопотоків, але й декількох відеопотоків, а також декількох потоків субтитрів).

Незважаючи на те, що в специфікації MPEG-4 Part 14 (формат файла MP4) визначено тільки одне розширення для контейнера — .mp4, компанія Apple застосовує контейнер для пакування AAC-потоків, але використовує розширення, не передбачені стандартом MPEG-4 Part 14:
- .m4a — стандартне розширення;
- .m4b — файл AAC, що підтримує закладки; використовується для аудіокниг і подкастів;
- .m4p — захищений файл AAC; використовується для захисту файла від копіювання під час легального завантаження захищеної авторськими правами музики в онлайн-магазинах, наприклад в iTunes Store;
- .m4r — файл рингтона, що використовується в Apple iPhone і Windows 10 Mobile

## Розширення файлів
- .m4a — незахищений файл AAC
- .m4b — файл AAC, що підтримує закладки. Використовується для аудіокниг.
- .m4p — захищений файл AAC. Використається для захисту файлу від копіювання при завантаженні легальної музики в онлайн-магазинах, подібних iTunes Store